# مترسک

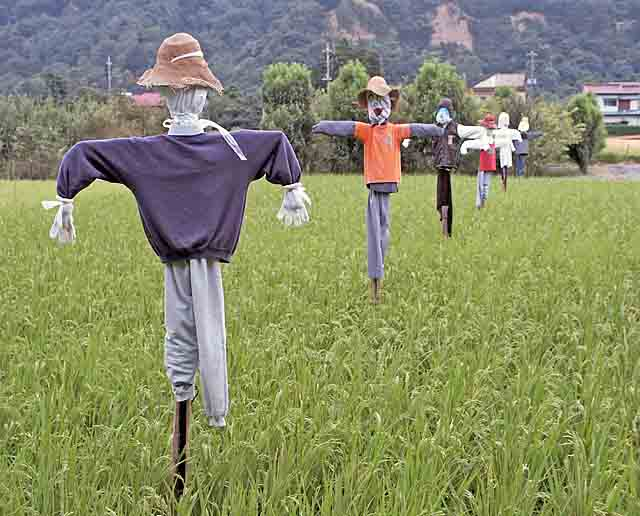
ردیفی از مترسک‌ها در یک شالیزار در ژاپن

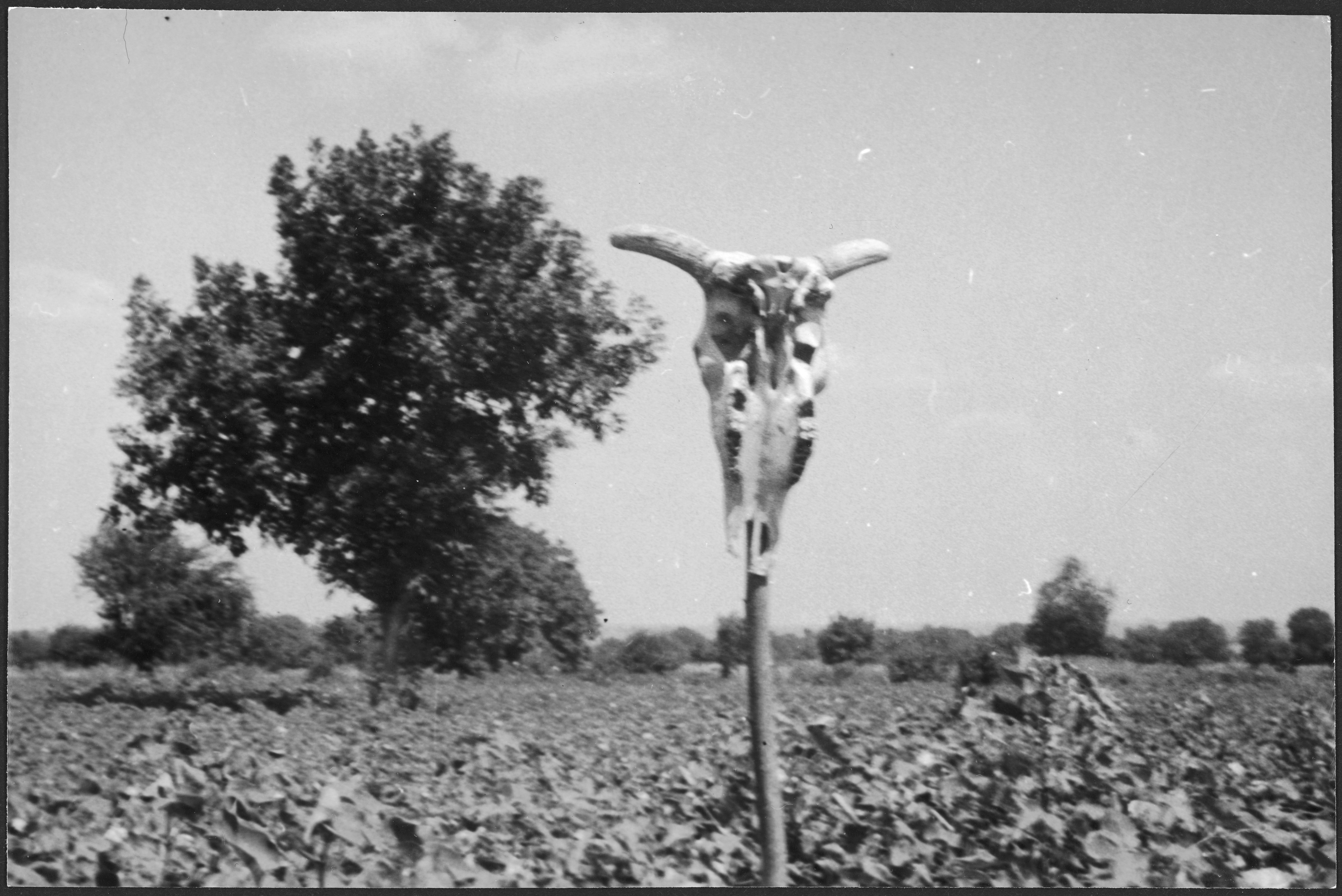
مترسک ساده‌ای از جمجهٔ حیوان در یک مزرعهٔ تنباکو در مازندران ۱۹۳۹ میلادی (عکس از آنه ماری شوارتسنباخ)

مَتَرسَک سازه‌ای است معمولاً به شکل یک انسان با لباس‌هایی پاره و کهنه که برای ترساندن پرندگان به‌ویژه کلاغ‌ها به‌کار می‌رود تا از دستبرد آن‌ها به غلات کشاورزی جلوگیری شود.
لغت‌نامهٔ دهخدا در تعریف مترسک و زیر عنوان مترس می‌نویسد:
مترسک، شکلی شبیه به انسان ساخته شده از چوب و پارچه که برای رماندن حیوانات زیانکار در کشتزارها نصب می‌کنند.
به مترسک‌هایی که بر بالای خرمن‌ها می‌گذارند «لولو سر خرمن» هم گفته می‌شود.
کلاغ‌ها دانه‌های تازه‌ریخته کشتزارها را می‌خورند و شبانه به صورت گروهی به مزرعه وارد می‌شود. آن‌ها در گروه‌های ۲۰ تا ۳۰ تایی برای خوردن دانه‌ها می‌آیند و هر شب به همان محل پیشین برمی‌گردند و قرار دادن مترسک برای جلوگیری از این کار و کارهای مشابه است.
مترادف‌های دیگر مترسک در فارسی، مَتَرس، هراسه و داهول است.